# Danh sách đĩa đơn quán quân năm 1946 (Mỹ)
Đây là danh sách đĩa đơn đứng đầu của Hoa Kỳ trong năm 1940, được xuất bản trong tạp chí âm nhạc Billboard. Trước khi bảng liệt kê Hot 100 được phát hành chính thức vào tháng 8/1958, bảng xếp hạng Billboard đưa ra các đánh giá khác nhau vào mỗi tuần. Năm 1940, có ba loại bảng xếp hạng:
1. Bán chạy nhất (Bestseller) - Bảng xếp hạng các đĩa đơn bán chạy nhất tại các đại lý bán lẻ, dựa trên thông tin cung cấp bởi các cửa hàng được khảo sát trên toàn Hoa Kỳ.
2. Phát trên làn sóng phát thanh (được các DJ sử dụng nhiều nhất) - Bảng xếp hạng các bài hát được phát thanh trên hầu hết các đài phát thanh Hoa Kỳ, dựa trên thông tin cung cấp bởi các DJ và các đài phát thanh.
3. Jukebox (được các máy phát nhạc tự động Jukebox mở nhiều nhất[1]) - Bảng xếp hạng các bài được chơi nhiều nhất bằng máy jukeboxe trên toàn nước Mỹ.

Dưới đây là các bài hát đứng đầu bảng xếp hạng Bán chạy nhất:
| Ngày phát hành | Bài hát                                  | Nghệ sĩ                         | Nguồn |
| -------------- | ---------------------------------------- | ------------------------------- | ----- |
| 5 tháng 1      | "Symphony"                               | Freddy Martin                   |       |
| 12 tháng 1     | "Symphony"                               | Freddy Martin                   |       |
| 19 tháng 1     | "I Can't Begin to Tell You"              | Bing Crosby và Carmen Cavallaro |       |
| 26 tháng 1     | "Let It Snow! Let It Snow! Let It Snow!" | Vaughn Monroe                   |       |
| 2 tháng 2      | "Let It Snow! Let It Snow! Let It Snow!" | Vaughn Monroe                   |       |
| 9 tháng 2      | "Let It Snow! Let It Snow! Let It Snow!" | Vaughn Monroe                   |       |
| 16 tháng 2     | "Let It Snow! Let It Snow! Let It Snow!" | Vaughn Monroe                   |       |
| 23 tháng 2     | "Let It Snow! Let It Snow! Let It Snow!" | Vaughn Monroe                   |       |
| 2 tháng 3      | "Doctor, Lawyer, Indian Chief"           | Betty Hutton                    |       |
| 9 tháng 3      | "Personality"                            | Johnny Mercer                   |       |
| 16 tháng 3     | "Oh! What It Seemed to Be"               | Frankie Carle                   |       |
| 23 tháng 3     | "Oh! What It Seemed to Be"               | Frankie Carle                   |       |
| 30 tháng 3     | "Oh! What It Seemed to Be"               | Frankie Carle                   |       |
| 6 tháng 4      | "Oh! What It Seemed to Be"               | Frankie Carle                   |       |
| 13 tháng 4     | "Oh! What It Seemed to Be"               | Frankie Carle                   |       |
| 20 tháng 4     | "Oh! What It Seemed to Be"               | Frankie Carle                   |       |
| 27 tháng 4     | "I'm a Big Girl Now"                     | Sammy Kaye                      |       |
| 4 tháng 5      | "Prisoner of Love"                       | Perry Como                      |       |
| 11 tháng 5     | "Prisoner of Love"                       | Perry Como                      |       |
| 18 tháng 5     | "Prisoner of Love"                       | Perry Como                      |       |
| 25 tháng 5     | "The Gypsy"                              | The Ink Spots                   |       |
| 1 tháng 6      | "The Gypsy"                              | The Ink Spots                   |       |
| 8 tháng 6      | "The Gypsy"                              | The Ink Spots                   |       |
| 15 tháng 6     | "The Gypsy"                              | The Ink Spots                   |       |
| 22 tháng 6     | "The Gypsy"                              | The Ink Spots                   |       |
| 29 tháng 6     | "The Gypsy"                              | The Ink Spots                   |       |
| 6 tháng 7      | "The Gypsy"                              | The Ink Spots                   |       |
| 13 tháng 7     | "The Gypsy"                              | The Ink Spots                   |       |
| 20 tháng 7     | "The Gypsy"                              | The Ink Spots                   |       |
| 27 tháng 7     | "The Gypsy"                              | The Ink Spots                   |       |
| 3 tháng 8      | "Surrender"                              | Perry Como                      |       |
| 10 tháng 8     | "To Each His Own"                        | Eddy Howard                     |       |
| 17 tháng 8     | "To Each His Own"                        | Eddy Howard                     |       |
| 24 tháng 8     | "To Each His Own"                        | Eddy Howard                     |       |
| 31 tháng 8     | "To Each His Own"                        | Freddy Martin                   |       |
| 7 tháng 9      | "To Each His Own"                        | Freddy Martin                   |       |
| 14 tháng 9     | "Five Minutes More"                      | Frank Sinatra                   |       |
| 21 tháng 9     | "To Each His Own"                        | The Ink Spots                   |       |
| 28 tháng 9     | "Five Minutes More"                      | Frank Sinatra                   |       |
| 5 tháng 10     | "To Each His Own"                        | Eddy Howard                     |       |
| 12 tháng 10    | "To Each His Own"                        | Eddy Howard                     |       |
| 19 tháng 10    | "Rumors Are Flying"                      | Frankie Carle                   |       |
| 26 tháng 10    | "Rumors Are Flying"                      | Frankie Carle                   |       |
| 2 tháng 11     | "Rumors Are Flying"                      | Frankie Carle                   |       |
| 9 tháng 11     | "Rumors Are Flying"                      | Frankie Carle                   |       |
| 16 tháng 11    | "Rumors Are Flying"                      | Frankie Carle                   |       |
| 23 tháng 11    | "Rumors Are Flying"                      | Frankie Carle                   |       |
| 30 tháng 11    | "Rumors Are Flying"                      | Frankie Carle                   |       |
| 7 tháng 12     | "Rumors Are Flying"                      | Frankie Carle                   |       |
| 14 tháng 12    | "Ole Buttermilk Sky"                     | Kay Kyser                       |       |
| 21 tháng 12    | "Ole Buttermilk Sky"                     | Kay Kyser                       |       |
| 28 tháng 12    | "The Old Lamp-Lighter"                   | Sammy Kaye                      |       |